# Lonicera etrusca
 Lonicera etrusca  é uma espécie do gênero botânico Lonicera, da família das Caprifoliaceae